# 장춘흠
장춘흠(張春欽, 1942년 11월 26일 ~ )은 대한민국의 제1·2대 충청북도 영동군의원이다.

## 학력
- 1958.03 ~ 1961.02 영동농업고등학교 졸업

## 경력
- 1974 봉곡리 새마을 지도자
- 1979 공화당 양산면 관리장
- 1980 민주정의당 양산면 지도위원장
- 1981 대통령 선거인단 당선
- 평화통일정책자문위원회 위원
- 충청북도 영동군 양산면 농협감사
- 충청북도 보은군·옥천군·영동군 양산면 민주자유당 지역위원회 위원장
- 1994.03 ~ 1995.06 제1대 충청북도 영동군의회 의원
- 1995.07 ~ 1998.06 제2대 충청북도 영동군의회 의원
- 1995.07 ~ 1996.12 제2대 충청북도 영동군의회 전반기 부의장

## 역대 선거 결과
| 선거명          | 직책명                             | 대수 | 정당       | 득표율 | 득표수  | 결과 | 당락                     |
| --------------- | ---------------------------------- | ---- | ---------- | ------ | ------- | ---- | ------------------------ |
| 제12대 대선     | 대통령 선거인 (충북 영동군 3구)    | 12대 | 민주정의당 | -%     | -표     | 2위  | 대통령 선거인 당선       |
| 3·21 재보궐선거 | 충청북도 영동군의원(양산면 선거구) | 1대  | 무소속     | 55.98% | 1,064표 | 1위  | 충청북도 영동군의원 당선 |
| 제1회 지방 선거 | 충청북도 영동군의원(양산면 선거구) | 2대  | 무소속     | 52.87% | 883표   | 1위  | 충청북도 영동군의원 당선 |